# Lovituri de departajare

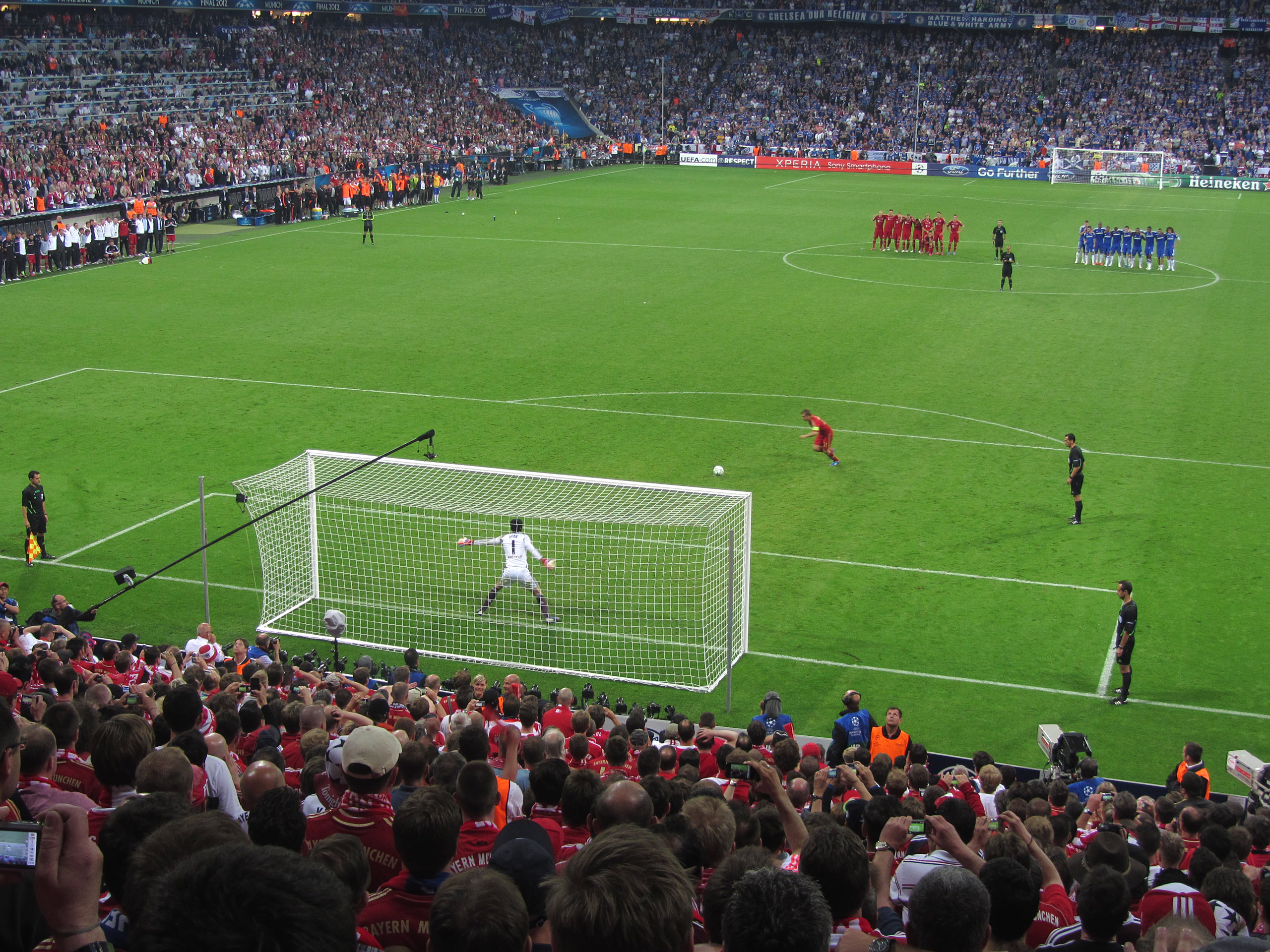
Philipp Lahm execută o lovitură de departajare în finala Ligii Campionilor UEFA din 2012

În jocul de fotbal, executarea loviturilor de departajare este o metodă de stabilire a echipei care obține victoria într-un meci care nu se poate încheia la egalitate, atunci când scorul este egal după expirarea timpului regulamentar și a prelungirilor (dacă este cazul) (de exemplu, la Campionatul Mondial de Fotbal, loviturile de departajare sunt utilizate în meciurile eliminatorii; optimi de finală, sferturi de finală, semifinale și finală). În cadrul unor lovituri de departajare, fiecare echipă trage pe rând la poartă de la punctul de pedeapsă, poarta fiind apărată doar de portarul echipei adverse. Fiecare echipă are la dispoziție cinci lovituri care trebuie executate de jucători diferiți; echipa care înscrie cele mai multe lovituri este declarată învingătoare. Loviturile se încheie imediat ce o echipă are un avantaj insurmontabil. În cazul în care scorul este egal după cinci seturi de lovituri, se trece mai departe în seturi suplimentare (se continuă executarea loviturilor până când o echipă câștigă un set). Mingile șutate cu succes în poartă în timpul unei lovituri de departajare nu contează ca goluri pentru jucătorii care au șutat individual sau pentru echipă și sunt contabilizate separat de golurile marcate în timpul jocului normal (inclusiv prelungirile, dacă este cazul). Deși procedura pentru fiecare lovitură de departajare individuală seamănă cu cea a unei lovituri de pedeapsă (penalti), există unele diferențe. În special, nici executantul loviturii de departajare și nici un alt jucător în afară de portar nu poate juca mingea din nou după ce aceasta a fost lovită.
Loviturile de departajare sunt una dintre cele trei metode de departajare aprobate de Legile jocului; celelalte sunt prelungirile și, pentru meciurile în dublă manșă, regula golului marcat în deplasare. De obicei, se recurge la loviturile de departajare numai după ce una sau mai multe dintre celelalte metode nu reușesc să producă un câștigător. Metoda de determinare a unui câștigător pentru un anumit meci este stabilită în prealabil de organismul care organizează meciul. În majoritatea competițiilor de nivel profesionist, se joacă două reprize de prelungiri de 15 minute dacă scorul este egal la sfârșitul timpului regulamentar și se organizează o serie de lovituri de departajare dacă scorul este încă egal după reprizele de prelungiri.
Deși sunt utilizate pe scară largă în fotbal începând cu anii 1970, loviturile de departajare au fost criticate de mulți adepți ai jocului, în primul rând din cauza unui aport ridicat de noroc și nu de aptitudine și a dependenței lor de duelurile individuale dintre jucătorii adversari, ceea ce nu corespunde fotbalului ca sport de echipă. Cu toate acestea, unii cred că presiunea și imprevizibilitatea implicate fac din această fază unul dintre cele mai palpitante finaluri ale oricărui sport.

## Descriere generală
În timpul loviturilor de departajare, jucătorii, alții decât executantul loviturii și portarii, trebuie să rămână în cercul central. Portarul echipei care execută lovitura de departajare se află la intersecția dintre linia porții și linia care delimitează suprafața de pedeapsă (16,5 m), lângă unul dintre arbitrii asistenți.
O remiză este un rezultat obișnuit în fotbal. Loviturile de departajare sunt utilizate numai în competițiile care necesită un câștigător la sfârșitul meciului - acest lucru este predominant în meciurile eliminatorii din „cupe”, spre deosebire de „ligile” fiecare cu fiecare; ele decid care echipă avansează în runda următoare a unui turneu sau îl câștigă. De obicei, se joacă mai întâi prelungiri, dar acest lucru nu este necesar; printre excepții se numără Supercupa României, Copa Libertadores, Copa América (sferturile de finală, semifinalele și meciul pentru locul al treilea), FA Community Shield, EFL League Cup și Football League Trophy, toate acestea utilizând lovituri de departajare imediat după încheierea timpului regulamentar.
Regulamentul anumitor competiții prevede că se poate recurge la lovituri de departajare pentru a decide locurile finale într-o grupă fiecare cu fiecare, în cazul neobișnuit în care două echipe care s-au înfruntat într-un meci din ultima zi termină grupa cu statistici identice și nicio altă echipă nu are aceleași rezultate. Această regulă a fost invocată în Grupa A a Campionatului European Feminin de Fotbal Sub-19 din 2003, în care Italia și Suedia au efectuat lovituri de departajare imediat după terminarea meciului lor. Această regulă este o inovație relativ recentă și, de exemplu, nu s-a aplicat în Grupa F a Cupei Mondiale din 1990, unde Irlanda și Țările de Jos au fost departajate prin tragere la sorți imediat după încheierea meciului lor din ultima zi. Cu toate acestea, la Campionatul European de Fotbal Sub-16 din 1994, au fost utilizate loviturile de departajare în ultimul meci din Grupa A dintre Belarus și Austria.
Mai multe campionate, cum ar fi J.League (campionatul național din Japonia), au experimentat lovituri de departajare imediat după un încheierea unui meci de campionat la egalitate, câștigătorul primind un punct suplimentar. În Statele Unite și Canada, Major League Soccer a avut inițial, de asemenea, o serie de lovituri de departajare imediat după încheierea timpului regulamentar, chiar și în timpul meciurilor de ligă, deși aceste lovituri erau diferite de cele standard (a se vedea mai jos).
O echipă care pierde la loviturile de departajare este eliminată din turneu, în timp ce echipa învingătoare avansează în turul următor sau este încoronată campioană, dar meciul este considerat remiză, din punct de vedere statistic, de FIFA. De exemplu, se consideră că Țările de Jos a încheiat Campionatul Mondial de Fotbal 2014 neînvinsă, deși a fost eliminată în faza semifinalelor.

## Procedură
În continuare este prezentat un rezumat al procedurii pentru loviturile de la punctul de pedeapsă. Procedura este specificată în Legea 10 („Determinarea rezultatului unui meci”) din Legile jocului (p. 71).

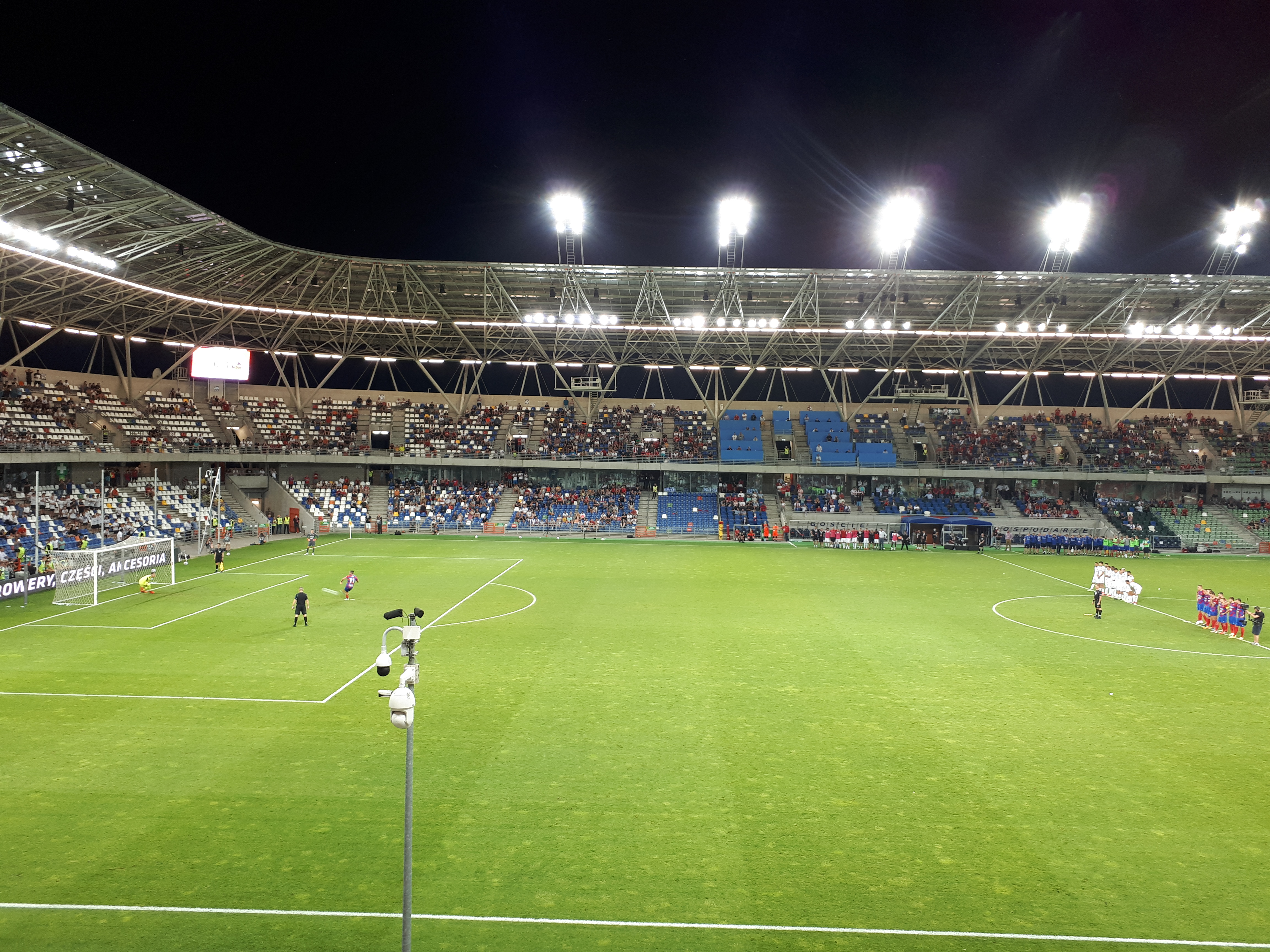
Poziționarea tipică a jucătorilor și arbitrilor în timpul executării loviturilor de departajare.

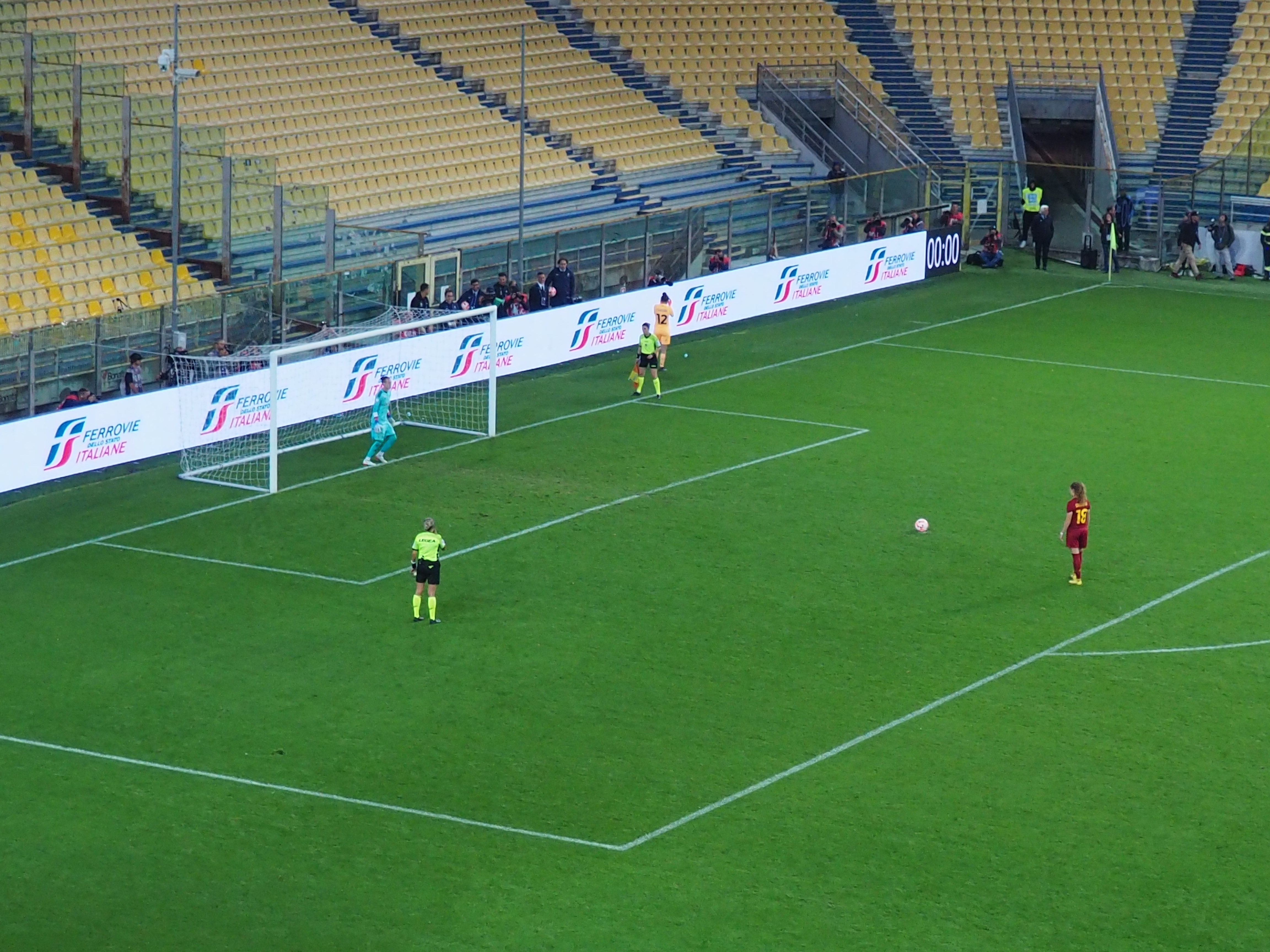
O jucătoare pregătindu-se să execute o lovitură de la punctul de pedeapsă.

1. Arbitrul aruncă o monedă pentru a decide poarta la care se execută loviturile de departajare. Alegerea porții poate fi schimbată de arbitru din motive de siguranță sau dacă poarta sau suprafața de joc devine inutilizabilă.[1]
2. Arbitrul aruncă moneda a doua oară pentru a stabili care echipă va executa prima lovitură.
3. Toți jucătorii, cu excepția executantului și a portarilor, trebuie să rămână în cercul central al terenului (a se vedea mai sus).
4. Fiecare lovitură se execută în modul general al unei lovituri de pedeapsă. Fiecare lovitură se execută de la punctul de pedeapsă, care se află la 11 m de linia porții și echidistant de fiecare linie de margine, poarta fiind apărată doar de portarul advers. Portarul trebuie să rămână între stâlpii porții, pe linia porții sale, până când mingea a fost șutată, deși poate sări pe loc, își poate agita brațele, se poate deplasa dintr-o parte în alta de-a lungul liniei porții sau poate încerca în orice alt mod să distragă atenția executantului.
5. Fiecare echipă este responsabilă pentru stabilirea ordinii în care jucătorii săi eligibili execută loviturile de departajare.
6. Fiecare executant poate lovi mingea o singură dată. Odată lovită, jucătorul nu mai poate juca mingea din nou.
7. Niciun alt jucător din fiecare echipă, în afară de executantul și portarul desemnat, nu poate atinge mingea.[1]
8. O lovitură se soldează cu un gol marcat pentru echipa care execută dacă, după ce a fost atinsă o dată de către executant, mingea traversează linia porții între stâlpii porții și sub bara transversală, fără să atingă vreun jucător, oficial sau element exterior, altul decât portarul care apără. Mingea poate atinge portarul, stâlpii porții sau bara transversală de mai multe ori înainte de a intra în poartă, atât timp cât arbitrul consideră că mișcarea mingii este rezultatul șutului inițial. Acest lucru a fost clarificat în urma unui incident petrecut la loviturile de departajare de la Cupa Mondială din 1986 între Brazilia și Franța. Șutul lui Bruno Bellone a ricoșat din stâlp, a lovit spatele portarului Carlos și a ricoșat ulterior în poartă. Arbitrul Ioan Igna a acordat golul Franței, iar căpitanul Braziliei, Edinho, a fost avertizat pentru că a protestat că lovitura ar fi trebuit considerată ratată imediat ce mingea a ricoșat din bară. În 1987, Consiliul Asociației Internaționale de Fotbal a clarificat Legea 14, care reglementează loviturile de pedeapsă, pentru a susține decizia lui Igna.[10]
9. Echipele șutează pe rând de la punctul de pedeapsă, până când fiecare a executat cinci lovituri. Cu toate acestea, dacă o parte a marcat mai multe goluri decât ar putea reuși cealaltă cu toate loviturile de departajare rămase, seria de lovituri se încheie imediat, indiferent de numărul de lovituri rămase. De exemplu, în finala Cupei Mondiale din 2006, executarea loviturilor de departajare s-a încheiat după ce italianul Fabio Grosso a marcat al cincilea gol al echipei sale, în ciuda faptului că Franța (cu trei goluri marcate) mai avea încă o lovitură de executat. În mod similar, în finala Campionatului Mondial de Fotbal 2022, Gonzalo Montiel a transformat cu succes a patra lovitură a Argentinei și a câștigat trofeul, deși Franța și Argentina mai aveau câte o lovitură de executat fiecare.
10. Dacă, după cinci seturi de lovituri de departajare, echipele au marcat un număr egal de goluri (sau dacă nicio echipă nu a marcat niciun gol), se folosesc seturi suplimentare de câte o lovitură de departajare până când o echipă înscrie și cealaltă ratează.
11. Echipa care înscrie cele mai multe goluri la finalul loviturilor de departajare este câștigătoarea meciului.
12. Numai jucătorii care se aflau pe teren la sfârșitul meciului sau care au lipsit temporar (accidentați, ajustând echipamentul etc.) sunt permiși să participe la loviturile de departajare.[1] Dacă la sfârșitul meciului și înainte sau în timpul loviturilor de departajare o echipă are mai mulți jucători pe teren decât cealaltă, fie ca urmare a unei accidentări sau a unui cartonaș roșu, atunci echipa cu mai mulți jucători trebuie să își reducă numărul de jucători pentru a se alinia adversarilor. De exemplu, dacă echipa A are unsprezece jucători, dar echipa B are doar zece, atunci echipa A alege un jucător pe care îl exclude. Jucătorii excluși în acest fel nu mai pot lua parte la procedură, nici ca executant, nici ca portar, cu excepția faptului că pot fi folosiți pentru a înlocui un portar care se accidentează în timpul loviturilor de departajare. Regula a fost introdusă de Consiliul Asociației Internaționale de Fotbal în februarie 2000 deoarece, anterior, lovitura a unsprezecea era executată de al unsprezecelea jucător (adică, teoretic, cel mai slab) al unei echipe cu efectiv complete și de primul jucător (adică, teoretic, cel mai bun) al unei echipe cu efectiv inferior.[11] O modificare a regulii în 2016 a eliminat posibilitatea ca o echipă să obțină un astfel de avantaj dacă un jucător este accidentat sau eliminat în timpul loviturilor de departajare.[12]
13. O echipă poate înlocui un portar care se accidentează în timpul loviturilor cu o rezervă (cu condiția ca echipa să nu fi utilizat deja numărul maxim de rezerve permis de competiție) sau cu un jucător exclus anterior.[1]
14. În cazul în care un portar este eliminat în timpul loviturilor, un alt jucător care a terminat meciul trebuie să acționeze ca portar.[1]
15. În cazul în care un jucător, altul decât portarul, se accidentează sau este eliminat în timpul loviturilor, atunci loviturile continuă fără a fi permisă nicio înlocuire. Echipa adversă trebuie să își reducă numărul de jucători în consecință.[1]
16. Orice jucător rămas pe teren poate juca rolul de portar și nu este necesar ca același jucător să fi jucat rolul de portar în timpul meciului.
17. Niciun jucător nu are voie să execute a doua lovitură până când toți ceilalți jucători eligibili din echipa sa nu au executat prima lovitură, inclusiv portarul.
18. Dacă este necesar ca jucătorii să execute o nouă lovitură (deoarece scorul a rămas egal după ce toți jucătorii eligibili au executat prima lor lovitură), jucătorii nu sunt obligați să execute loviturile în aceeași ordine.[1]
19. Loviturile de la punctul de pedeapsă nu trebuie întârziate pentru un jucător care părăsește terenul de joc. Lovitura de pedeapsă a jucătorului este pierdută (este considerată ratată) dacă jucătorul nu revine la timp pentru a executa lovitura de pedeapsă.
20. Arbitrul nu trebuie să oprească meciul dacă, în timpul loviturilor de departajare, o echipă este redusă la mai puțin de șapte jucători.

## Tactici
Apărarea unei lovituri de pedeapsă este una dintre cele mai dificile sarcini cu care se poate confrunta un portar. Unii decid dinainte în ce direcție vor plonja, acordându-și timp pentru a ajunge în partea laterală a porții. Un studiu publicat în 2011 în revista Psychological Science a arătat că portarii plonjează spre dreapta în 71% din cazuri atunci când echipa lor pierde, dar numai în 48% atunci când sunt în avantaj și în 49% atunci când sunt la egalitate, un fenomen despre care se crede că are legătură cu anumite comportamente de preferință pentru dreapta la mamiferele sociale. Alții încearcă să citească modelul de mișcare al celui care execută lovitura. Aceștia pot încerca să simuleze sau să întârzie șutul pentru a vedea în ce direcție se aruncă portarul. Tragând înalt și central, în spațiul pe care portarul îl va elibera, există cel mai mare risc de a trage deasupra barei. Dacă un portar blochează o lovitură de pedeapsă în timpul unui meci, există riscul ca șutul sau un coechipier să înscrie din reluare; acest lucru nu este relevant în cazul unei lovituri de departajare.
Deoarece întregul proces al loviturilor de departajare se desfășoară la aceeași poartă, spectatorii din spatele porții poate favoriza o echipă și încerca să distragă atenția executanților celeilalte echipe. Pentru a preveni orice avantaj potențial, în 2016, Legile jocului au fost modificate pentru a adăuga o tragere la sorți între cele două echipe înainte de loviturile de departajare: câștigătorul tragerii la sorți are dreptul de a decide care poartă este folosită pentru lovituri (anterior, decizia era la discreția arbitrului). Arbitrul poate schimba poarta numai din motive de siguranță sau dacă poarta sau terenul ales sunt inutilizabile.
Un portar nu are voie să folosească mijloace de distragere a atenției, cum ar fi să-și curețe ghetele sau să ceară arbitrului să vadă dacă mingea este poziționată corect; acest lucru riscă un avertisment pentru comportament nesportiv. Glumele lui Bruce Grobbelaar cu „picioarele tremurânde” l-au distras pe Francesco Graziani în finala Cupei Campionilor Europeni 1984. Portarului îi este interzis să se deplaseze în afara liniei porții pentru a îngusta unghiul de tragere al executantului; din acest motiv, finala Ligii Campionilor UEFA din 2003 a provocat controverse, deoarece reluările au arătat că ambii portari au abuzat de această metodă, la fel ca Jerzy Dudek în finala Ligii Campionilor 2005.

## Istoric

### Origini
Între 1867 și 1970, legile fotbalului nu prevedeau o metodă de departajare. Primul turneu de fotbal, FA Cup, a folosit prelungiri și rejucări pentru a decide meciurile încheiate la egalitate. Acest exemplu a fost urmat de alte competiții eliminatorii de la acea vreme. La începutul anilor 1920, unele meciuri de caritate au început să folosească loviturile de colț ca metodă de departajare pentru a evita rejucările. Ca răspuns, legile jocului au fost modificate în 1923 pentru a preciza în mod explicit că golul este singura modalitate de a înscrie și că un meci care se încheie cu un număr egal de goluri marcate este o remiză.
În competițiile majore, atunci când nu era posibilă o rejucare sau un baraj, departajarea se făcea prin tragere la sorți. Printre exemple se numără victoria Italiei în fața URSS în semifinalele Campionatului European din 1968 (finala, de asemenea încheiată la egalitate, a fost rejucată). Cu toate acestea, variante ale loviturilor de departajare moderne au fost utilizate înainte de această dată în mai multe competiții interne și turnee minore. Printre exemplele interne se numără Cupa Iugoslaviei din 1952, Coppa Italia din 1958 până în 1959, și Cupa interregională elvețiană pentru tineret din 1959 până în 1960. Pavllo Bukoviku a executat și a marcat toate loviturile de departajare ale lui KS Besa într-o victorie cu 5-2 la loviturile de departajare în finala Cupei Albaniei din 1963, un format conceput de Anton Mazreku, președintele federației albaneze.

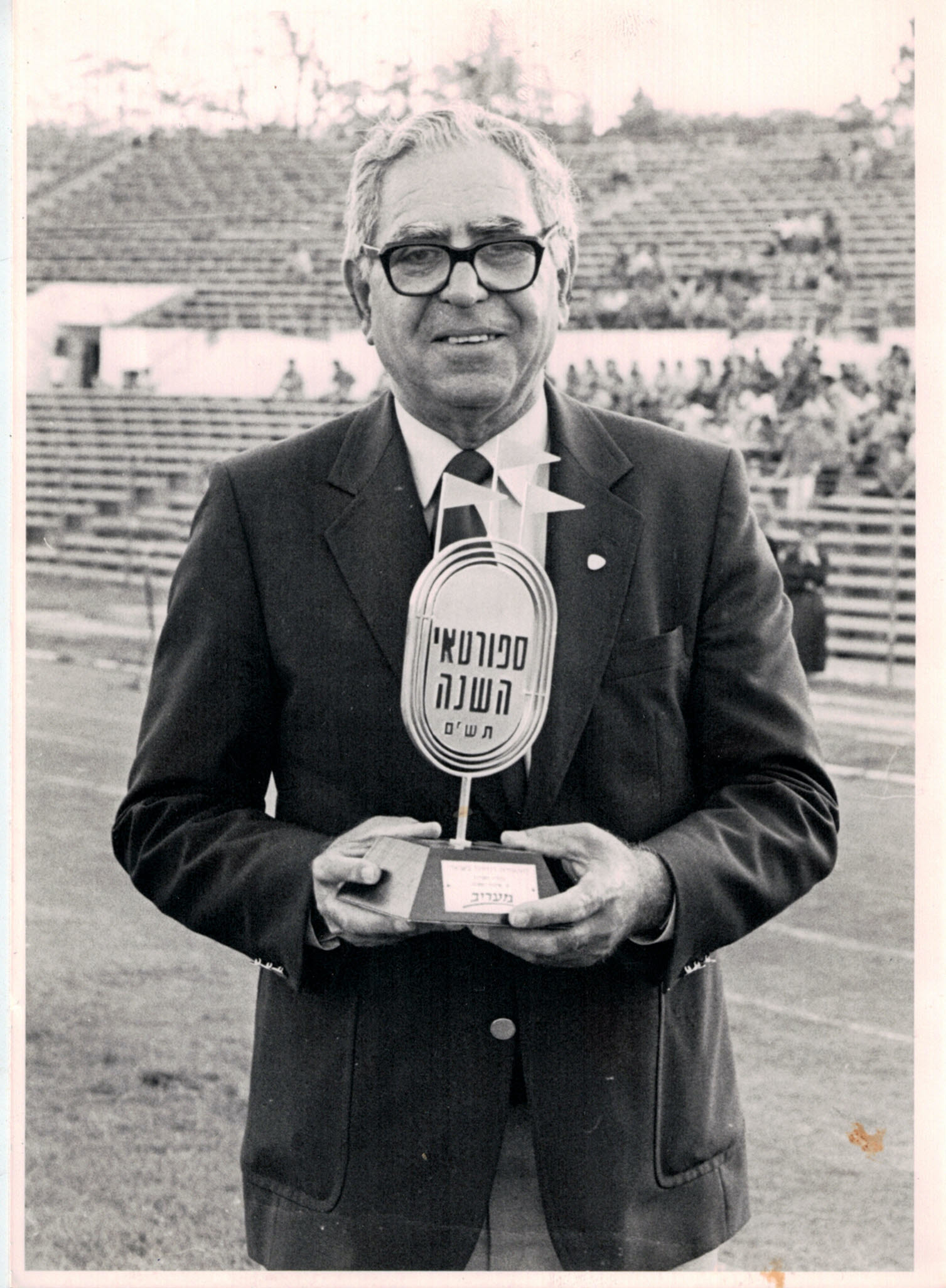
Michael Almog

Israelianul Yosef Dagan este creditat cu crearea loviturilor de departajare moderne, după ce a văzut cum echipa israeliană a pierdut un meci din sferturile de finală ale Jocurilor Olimpice din 1968 împotriva Bulgariei prin tragere la sorți în Mexic. Michael Almog, ulterior președinte al Asociației de Fotbal a Israelului, a descris propunerea lui Dagan într-o scrisoare publicată în FIFA News în august 1969. Koe Ewe Teik, membru al Asociației de Fotbal din Malaysia în comisia de arbitri, a condus demersul pentru adoptarea acesteia de către FIFA. Propunerea FIFA a fost discutată la 20 februarie 1970 de un grup de lucru al International Football Association Board (IFAB), care a recomandat acceptarea ei, deși „nu era pe deplin mulțumit” de ea. Ea a fost adoptată la adunarea generală anuală a IFAB din 27 iunie 1970. În 2006, Deutsche Presse-Agentur a relatat o afirmație a fostului arbitru Karl Wald din Frankfurt pe Main, potrivit căreia el a propus pentru prima dată executarea loviturilor de departajare în 1970 Federația de Fotbal Bavareză.
Adoptarea loviturilor de departajare de către IFAB a venit prea târziu pentru Campionatul Mondial de Fotbal 1970, ale cărui reguli prevedeau încă tragerea la sorți pentru orice meci eliminatoriu, cu excepția finalei care se încheia la egalitate după prelungiri (FIFA a refuzat să anunțe în prealabil ce se va întâmpla dacă finala se va încheia la egalitate). Raportul tehnic pentru turneul din 1970 a recomandat ca tragerea la sorți să fie abandonată în turneele viitoare, menționând că „această sugestie a fost, totuși, întreruptă de decizia International Board cu privire la executarea loviturilor de pedeapsă pentru a rezolva o astfel de situație de impas.” În cele din urmă, tragerea la sorți nu a fost niciodată necesară pentru a decide câștigătorul unui meci eliminatoriu în vreo finală a Cupei Mondiale, deși a fost utilizată într-un meci de calificare din 1969, când Marocul a avansat în detrimentul Tunisiei.

### Dezvoltare

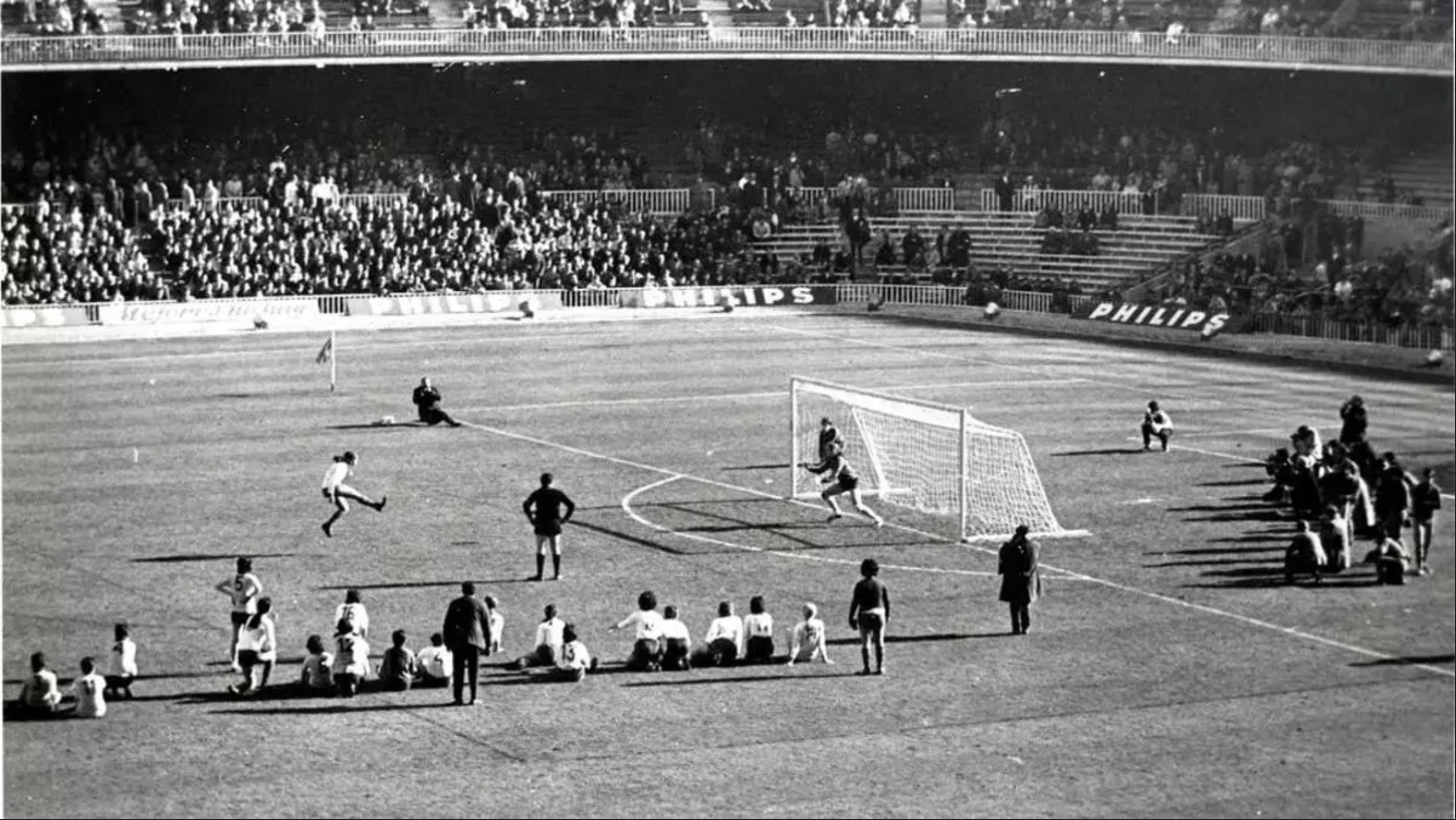
O jucătoare de la Barcelona transformă o lovitură în timpul loviturilor de departajare din 25 decembrie 1970

În România, primele lovituri de departajare într-un meci profesionist au avut loc pe 28 iunie 1972, între Jiul Petroșani și Dinamo București, în timpul semifinalei Cupei României 1971-1972, și a fost câștigată de Jiul.
Loviturile de departajare au fost folosite pentru a decide meciurile din Cupa Campionilor Europeni și Cupa Cupelor UEFA în sezonul 1970-71. Pe 30 septembrie 1970, după o remiză la general de 4-4 în prima rundă a Cupei Cupelor, Honvéd a câștigat la lovituri de departajare cu 5-4 împotriva lui Aberdeen, când șutul lui Jim Forrest a lovit bara. Cinci săptămâni mai târziu, pe 4 noiembrie 1970, au avut loc și primele lovituri de departajare din istoria Cupei Campionilor Europeni între Everton FC și Borussia Mönchengladbach, echipa din Anglia fiind de această dată învingătoare cu 4-3.
În decembrie 1970, un meci amical de cupă între echipa feminină a Barcelonei și UE Centelles a ajuns la loviturile de departajare. Formatul acestor lovituri de departajare a constat în executarea loviturilor de pedeapsă în serii de câte trei, cu Barcelona executând trei lovituri de pedeapsă, urmată apoi de Centelles. După două runde în care rezultatul a continuat să rămână la egalitate, s-a trecut la seturi eliminatorii.
În prima rundă a Cupei Campionilor Europeni 1972-1973, arbitrul a pus capăt prematur loviturilor de departajare între ȚSKA Sofia și Panathinaikos, ȚSKA conducând cu 3-2, dar cu Panathinaikos efectuând doar patru lovituri de departajare. Panathinaikos a depus plângere la UEFA, iar meciul a fost anulat și rejucat luna următoare, ȚSKA câștigând fără a fi nevoie de lovituri de departajare.
Primul turneu internațional major care a fost decis de lovituri de departajare a fost finala Campionatului European de Fotbal 1976 între Cehoslovacia și Germania de Vest. UEFA prevăzuse o rejucare a finalei două zile mai târziu, dar echipele au decis să recurgă în schimb la lovituri de departajare. Cehoslovacia a câștigat loviturile de departajare cu 5-3, lovitura decisivă fiind transformată de Antonín Panenka cu o „scăriță” după ce Uli Hoeneß trimisese lovitura anterioară peste transversală.
Primele lovituri de departajare la Campionatul Mondial de Fotbal au avut loc la 9 ianuarie 1977, în primul tur al calificărilor africane, când Tunisia a învins Marocul. Primele lovituri de departajare în turneul final au avut loc în 1982, când Germania de Vest a învins Franța în semifinale. Dacă finala din 1982 s-ar fi încheiat la egalitate, loviturile de departajare nu s-ar fi aplicat decât dacă rejucarea s-ar fi încheiat, de asemenea, la egalitate; din 1986, loviturile de departajare au fost programate după finală, la fel ca pentru fazele eliminatorii anterioare.

## Incidente faimoase

### Meciuri internaționale
Finalele a nouă turnee FIFA, inclusiv trei Campionate Mondiale de Fotbal masculin, s-au decis la loviturile de departajare. Câteva dintre meciurile notabile sunt următoarele.
- Finala Campionatului Mondial de Tineret FIFA 1991 dintre Portugalia și Brazilia de la Lisabona a fost decisă la loviturile de departajare, pe care portughezii le-au câștigat cu 4-2, ultima lovitură fiind executată de Rui Costa.
- În finala Campionatului Mondial de Fotbal 1994 de la Rose Bowl din Pasadena, California, meciul dintre Brazilia și Italia s-a încheiat fără goluri după prelungiri. Brazilia a câștigat la loviturile de departajare cu 3-2.[40]
- În finala Campionatului Mondial de Fotbal Feminin FIFA 1999, care a avut loc tot la Rose Bowl, meciul dintre gazdele Statele Unite și China s-a încheiat tot fără goluri după prelungiri. Statele Unite a câștigat la loviturile de departajare cu 5-4, devenind prima țară gazdă care câștigă turneul.
- Finala Campionatului Mondial de Fotbal 2006 dintre Franța și Italia s-a decis tot la loviturile de departajare (după o remiză 1-1 urmată de 30 de minute de prelungiri fără goluri) și a fost câștigată de Italia cu 5-3 pe Stadionul Olimpic din Berlin.[41]
- În finala Campionatului Mondial de Fotbal Feminin din 2011, desfășurată pe Waldstadion din Frankfurt pe Main, meciul dintre Statele Unite și Japonia s-a încheiat 2-2 după prelungiri. De data aceasta, Statele Unite a sfârșit de partea învinșilor. Japonia a câștigat la loviturile de departajare cu 3-1, devenind astfel prima țară asiatică care câștigă Cupa Mondială de seniori, fie la masculin, fie la feminin.
- Finala Campionatului Mondial de Fotbal Sub-20 din 2013 de la Istanbul s-a decis la loviturile de departajare, după un rezultat de egalitate 0-0 în prelungiri. Franța a câștigat cu 4-1 în fața Uruguayului. Acesta a fost primul lor titlu de Cupă Mondială Sub-20, devenind astfel prima națiune care a câștigat toate cele cinci turnee masculine FIFA de 11 la 11 (Campionatul Mondial de Fotbal, Cupa Confederațiilor FIFA, Cupa Mondială Sub-20 FIFA, Cupa Mondială Sub-17 FIFA și Turneul Olimpic de fotbal).
- Finala Campionatului Mondial de Fotbal 2022 dintre Franța și Argentina a ajuns la loviturile de departajare după ce prelungirile s-au încheiat la egalitate, 3-3. Argentina a câștigat cu 4-2 loviturile și a ridicat trofeul Cupei Mondiale pentru prima dată din 1986.[42]

Primele lovituri de departajare într-un meci la Campionatul Mondial au avut loc în semifinala dramatică dintre Germania de Vest și Franța, în 1982, câștigată de Germania de Vest.
Anumiți portari s-au făcut renumiți după ce au decis loviturile de departajare prin execuția lor. De exemplu, într-un meci din sferturile de finală ale Campionatului European de Fotbal 2004, portarul portughez Ricardo a apărat o lovitură (fără a purta mănuși) al englezului Darius Vassell și apoi a înscris lovitura câștigătoare. Un alt exemplu este José Luis Chilavert de la Vélez Sársfield în finala Copa Libertadores 1994. (Chilavert avea reputația unui specialist al fazelor fixe și a marcat 41 de goluri în cariera sa de club). Mai recent, la Cupa Africii pe Națiuni din 2023, Lionel Mpasi de la RD Congo a trimis mingea în colțul din dreapta sus în fața lui Mohamed Gabaski, care apărase câteva lovituril de departajare în finala disputată de Egipt în Camerun cu doi ani înainte.
Antonín Panenka (Cehoslovacia) a decis loviturile de departajare la finala Campionatului European de Fotbal 1976 împotriva Germaniei de Vest cu o „scăriță” celebră în mijlocul porții.
Echipa națională a Angliei a pierdut șapte (din zece) serii de lovituri de departajare la în turnee finale majore, printre care cele din în fața Germaniei în semifinalele Campionatului Mondial de Fotbal 1990 și ale Campionatului European de Fotbal 1996 (aceasta din urmă după o victorie în fața Spaniei prin aceeași metodă în runda precedentă). După Euro 1996, Anglia a mai pierdut patru lovituri de departajare la rând în turneele finale majore, pierzând în fața Argentinei la Cupa Mondială din 1998, a Portugaliei la Euro 2004 și la Cupa Mondială din 2006 și a Italiei la Euro 2012, înainte de a întrerupe în cele din urmă seria de înfrângeri la Cupa Mondială din 2018 împotriva Columbiei; această serie de lovituri de departajare a permis, de asemenea, Angliei să avanseze în sferturile de finală pentru prima dată în doisprezece ani. Anglia a pierdut din nou la lovituri de departajare în fața Italiei în finala Campionatului European de Fotbal 2020. Au câștigat apoi la lovituri de departajare împotriva Elveției în sferturile de finală ale Campionatului European de Fotbal din 2024.
Țările de Jos, între timp, a pierdut patru serii de lovituri de departajare consecutive: împotriva Danemarcei la Euro 1992, a Franței la Euro 1996, a Braziliei la Cupa Mondială din 1998 și a Italiei la Euro 2000, înainte de a câștiga una împotriva Suediei la Euro 2004. La Euro 2000, Țările de Jos a beneficiat de două lovituri de pedeapsă în timpul meciului și de patru încercări la loviturile de departajare, dar nu a reușit să transforme decât o lovitură împotriva portarului italian Francesco Toldo. Frank de Boer a avut atât o lovitură de pedeapsă, cât și o lovitură de departajare apărate de Toldo, care a apărat și în fața lui Paul Bosvelt pentru a oferi Italiei o victorie cu 3-1 la loviturile de departajare. Norocul Țărilor de Jos a părut să se îmbunătățească în timpul Cupei Mondiale din 2014, când a învins Costa Rica la loviturile de departajare în meciul din sferturile de finală, dar a pierdut în aceeași manieră meciul din semifinale cu Argentina. La Cupa Mondială din 2022, Țările de Jos a pierdut din nou la loviturile de departajare împotriva Argentinei, dar de data aceasta în sferturile de finală.
Italienii au pierdut șase serii de lovituri de departajare la turneele finale, fiind eliminați la lovituri de departajare de la trei Cupe Mondiale consecutive (1990-1998, printre care și finala din 1994), sferturile de finală ale Euro 2008 și sferturile de finală ale Euro 2016. Cu toate acestea, ei au câștigat, de asemenea, de cinci ori la lovituri de departajare, printre care semifinala Euro 2000 împotriva Țărilor de Jos, sfertul de finală Euro 2012 împotriva Angliei, finala Cupei Mondiale 2006 împotriva Franței, semifinala Euro 2020 împotriva Spaniei și finala Euro 2020 împotriva Angliei.
În timpul Campionatului Mondial de Fotbal 2006 din Germania, Elveția a stabilit un nou record nedorit la loviturile de departajare împotriva Ucrainei din optimi, nereușind să transforme nicio lovitură, pierzând cu 3-0. Portarul Oleksandr Șovkovski (Ucraina) a devenit primul care nu a primit niciun gol la loviturile de departajare, apărând două dintre încercările elvețienilor, un alt șut lovind bara transversală. Rezultatul a însemnat că Elveția a devenit prima națiune care a fost eliminată de la Cupa Mondială fără să încaseze vreun gol (și, mai mult, singura națiune care a participat la un turneu final al Cupei Mondiale fără să primească vreun gol). În ciuda acestei înfrângeri, Elveția a învins Franța cu 5-4 la loviturile de departajare în optimile de finală ale Euro 2020.
În cadrul aceleiași competiții au avut loc lovituri de departajare între Germania și Argentina, cele mai titrate două echipe până la acel moment în ceea ce privește loviturile de departajare la Cupa Mondială: Fiecare echipă participase la trei serii de lovituri de departajare și le câștigase pe toate. Germania a câștigat, rămânând singură cu un record de 4-0 în turneele finale ale Cupei Mondiale.
La 20 iunie 2007, a fost stabilit un nou record UEFA. Semifinala Campionatului European Sub-21 de la Heerenveen dintre echipa Țărilor de Jos și cea a Angliei s-a încheiat la egalitate, 1-1, și au fost executate treizeci și două de lovituri de departajare înainte de deznodământ. Țările de Jos a câștigat în cele din urmă cu 13-12 la loviturile de departajare.

### Competiții de club UEFA
Prima serie de lovituri de departajare dintr-o finală de cupă europeană a avut loc în finala Cupei Campionilor Europeni 1984, unde Liverpool a învins Roma. Meciul este cunoscut mai ales pentru gesturile portarului lui Liverpool, Bruce Grobbelaar. În timp ce Bruno Conti de la Roma se pregătea să execute lovitura, Grobbelaar s-a îndreptat spre poartă zâmbind încrezător către camerele de luat vederi aliniate în spate, apoi a început să muște plasa din spatele porții, imitând mâncatul de spaghete. Conti a trimis lovitura sa peste bară. Grobbelaar a avut apoi o atitudine similară înainte ca Francesco Graziani să execute lovitura sa, clătinându-și picioarele în semn de teroare. Graziani a ratat, iar Liverpool a câștigat cu 4-2 la loviturile de departajare.
În finala Ligii Campionilor UEFA din 2003, loviturile de departajare au provocat controverse în rândul multor fani, deoarece reluările au arătat că portarul Milanului, Dida, a ieșit de pe linia porții atunci când a apărat loviturile executate de Trezeguet, Zalayeta și Montero. De asemenea, portarul lui Juventus, Buffon, a ieșit de pe linia porții atunci când a apărat loviturile lui Seedorf și Kaladze.
În finala Ligii Campionilor UEFA din 2005 dintre Milan și Liverpool, portarul lui Liverpool, Jerzy Dudek, a folosit o tactică similară cu cea a lui Bruce Grobbelaar din 1984 (cunoscută sub numele de „dansul Dudek” în 2005) pentru a distrage atenția executanților de la Milan, ceea ce a dus la victoria echipei sale.
Finala din 2008 a Ligii Campionilor UEFA dintre Manchester United și Chelsea a ajuns la lovituri de departajare, unde John Terry a ratat lovitura care ar fi dus la câștigarea meciului (și a trofeului) pentru Chelsea. Piciorul său de sprijin a alunecat în momentul executării loviturii, iar mingea a lovit bara din dreapta sa. Chelsea a pierdut cu 6-5 la loviturile de departajare, la care Terry a reacționat plângând. Totuși, Terry nu a fost inițial executantul loviturii, atacantul Didier Drogba fusese eliminat cu puțin timp înainte de încheierea prelungirilor.
În semifinalele Ligii Campionilor UEFA dintre Real Madrid și Bayern München, Iker Casillas și Manuel Neuer au apărat fiecare câte două lovituri. Neuer a apărat loviturile lui Cristiano Ronaldo (80 de milioane de lire sterline) și Kaká (56 de milioane de lire sterline), pe atunci cei mai scumpi fotbaliști din istorie după sumele lor de transfer.
Pe 19 mai 2012, Chelsea a învins Bayern München cu 4-3 la lovituri de departajare în finala Ligii Campionilor UEFA 2012. Chelsea nu mai câștigase niciodată o serie de lovituri de departajare în această competiție și pierduse finala din 2008 și semifinala din 2007 la lovituri de departajare. Bayern nu mai pierduse niciodată o serie de lovituri de departajare în Europa; printre victoriile lor se numără cea din finala din 2001 cu Valencia și semifinala din 2012 cu Real Madrid. Didier Drogba a executat lovitura câștigătoare, după ce în finala din 2008 nu a putut executa a cincea lovitură (ratată de Terry) din cauza încasării unui cartonaș roșu în prelungiri. În ziua următoare, numeroase ziare britanice au făcut referire la faptul că o echipă engleză a învins în sfârșit o echipă germană la lovituri de departajare.
Pe 26 mai 2021, Villarreal a învins Manchester United cu 11-10 la lovituri de departajare în finala UEFA Europa League 2021, după ce meciul s-a încheiat 1-1 după prelungiri. Fiecare jucător de pe teren a executat penaltiuri - portarul lui Manchester United, David de Gea, a fost singurul care a ratat, șutul său fiind apărat de Gerónimo Rulli, pentru a-i oferi lui Villarreal primul său titlu major. Cele 21 de lovituri transformate au reprezentat un record într-un meci din cadrul unui turneu major UEFA.

### Naționala României și echipele românești de club în Europa
- În finala Cupei Campionilor Europeni 1986 dintre Steaua București și Barcelona, portarul Stelei, Helmut Duckadam, a apărat toate cele patru lovituri ale Barcelonei, fapt pentru care a fost supranumit „eroul de la Sevilla”.[54] Steaua a ratat și ea două lovituri, dar s-a impus totuși cu 2-0, devenind singura echipă românească care a câștigat trofeul.
- În sferturile de finală ale Campionatului Mondial de Fotbal din 1994, meciul dintre România și Suedia, desfășurat pe stadionul Stanford din Stanford, California, s-a încheiat 2-2 după prelungiri. Suedia s-a impus la loviturile de departajare cu scorul de 5-4, după ratările lui Dan Petrescu și Miodrag Belodedici, încheind cea mai bună performanță a României la un turneu final.
- Dubla manșă din șaisprezecimile Cupei UEFA 2004-2005 dintre Steaua București și Valencia, deținătoarea trofeului după ce câștigase competiția în sezonul anterior, de pe stadionul Steaua, a fost decisă la loviturile de departajare, pe care Steaua le-a câștigat cu 4-3, după ce Marco Di Vaio a ratat ultima lovitură pentru Valencia.
- După ce pierduse meciul tur cu 0-3 la masa verde meciul tur din runda play-off a UEFA Europa League 2009-2010, Dinamo București a întors scorul cu Slovan Liberec în retur și s-a ajuns la lovituri de departajare. Dinamo a câștigat loviturile cu 9-8 și s-a calificat în faza grupelor. Perfomanța este supranumită „Minunea de la Liberec”.[55]
- În șaisprezecimile UEFA Europa League 2012-2013 dintre Steaua București și Ajax, Ajax s-a impus acasă cu scorul de 2-0. La returul de la București, Steaua a întors scorul și s-au executat lovituri de departajare. Steaua a câștigat loviturile cu 4-2, golul final fiind marcat de Iasmin Latovlevici, și s-a calificat în optimile de finală, egalând performanța obținută în urmă cu opt ani.
- Doi ani mai târziu, Steaua București s-a înfruntat cu Ludogoreț Razgrad în runda play-off a Ligii Campionilor UEFA 2014-2015. După 1-1 la finalul celor două meciuri, s-a trecut la executarea loviturilor de departajare, pe care Ludogoreț le-a câștigat cu 6-5. În poarta lui Ludogoreț s-a aflat fundașul român Cosmin Moți, care i-a luat locul lui Vladislav Stoianov după ce acesta fusese eliminat pe finalul prelungirilor, și a apărat două lovituri.

## Palmaresul statistic
Loviturile de departajare sunt de obicei considerate în scopuri statistice ca fiind separate de meciul care le-a precedat. În cazul unui meci cu două manșe, cele două meciuri sunt în continuare considerate fie ca două remize, fie ca o victorie și o înfrângere; în cazul unui singur meci, acesta este în continuare considerat ca o remiză. Acest lucru contrastează cu un meci câștigat în prelungiri, în care scorul de la sfârșitul timpului regulamentar este înlocuit. Penaltiurile transformate la loviturile de departajare nu sunt considerate ca fiind goluri marcate de un jucător în scopul înregistrării recordurilor individuale ale acestuia sau pentru competițiile „ghetei de aur”.
În calculul coeficienților UEFA, loviturile de departajare sunt ignorate pentru coeficienții cluburilor, dar nu și pentru coeficienții echipelor naționale, unde câștigătoarea loviturilor de departajare primește 20.000 de puncte: mai mult decât pierzătoarea loviturilor de departajare, care primește 10.000 (la fel ca pentru o remiză), dar mai puțin decât cele 30.000 de puncte pentru câștigarea categorică a unui meci. În clasamentul mondial FIFA, valoarea de bază a unei victorii este de trei puncte; o victorie la lovituri de departajare este de două puncte; o remiză, urmată de o înfrângere la lovituri de departajare sunt egale cu un punct; o înfrângere este egală cu zero. Sistemul de clasare mai complicat utilizat de FIFA între 1999 și 2006 acorda învingătorului la loviturile de departajare aceleași puncte ca pentru o victorie normală, iar învinsului la loviturile de departajare aceleași puncte ca pentru o remiză; golurile din meciul propriu-zis, dar nu din loviturile de departajare, erau luate în calcul.

## Critici
Ca modalitate de a decide un meci de fotbal, loviturile de departajare au fost văzute în mod diferit ca un punct culminant palpitant sau ca o rezolvare nesatisfăcătoare.
Paul Doyle descrie loviturile de departajare ca fiind „captivante și pline de suspans”, iar loviturile din finala Ligii Campionilor UEFA din 2008 ca fiind „modul perfect de a încheia o finală ... minunată”. Richard Williams compară spectacolul cu „o biciuire publică în piață”.
Rezultatul este adesea văzut ca o loterie și nu ca un test de aptitudini; antrenorii Luiz Felipe Scolari și Roberto Donadoni le-au descris ca atare după ce echipele lor au câștigat și, respectiv, au pierdut la lovituri de departajare. Alții nu sunt de acord. Mitch Phillips le-a numit „testul suprem de curaj și tehnică”; Paul Doyle a subliniat elementul psihologic.
Doar un mic subset al aptitudinilor unui fotbalist este testat prin lovituri de departajare. Ian Thomsen a comparat Cupa Mondială din 1994, decisă prin intermediul loviturior de departajare, cu deciderea turneului de golf Masters prin intermediul unui joc de minigolf. Loviturile de departajare sunt un test individual, care poate fi considerat nepotrivit într-un sport de echipă; Sepp Blatter a declarat: „Fotbalul este un sport de echipă, iar penaltiurile nu reprezintă o echipă, ci individul”.
Echipele inferioare din punct de vedere valoric sunt tentate să joace pentru o remiză fără goluri, calculând că loviturile de departajare le oferă cea mai bună speranță de victorie. Performanța Stelei Roșii Belgrad, care a învins Olympique Marseille în finala Cupei Campionilor Europeni 1991, este adesea criticată pentru că a „jucat pentru penaltiuri” încă de la lovitura de start; o tactică pe care antrenorul Ljupko Petrović a recunoscut-o sincer. Pe de altă parte, oportunitatea crescută de a „ucide giganți” poate fi, de asemenea, văzută ca un avantaj, sporind romantismul unei competiții precum Cupa Angliei.
The Economist a relatat despre avantajul că echipa care șutează prima să câștige de obicei și despre faptul că jucătorii care țintesc mai sus înscriu de obicei un gol.

### Avantaj pentru echipa care execută prima?
Ignacio Palacios-Huerta a sugerat că secvența alternantă a loviturilor de departajare oferă un avantaj incorect echipei care execută prima, cu dovezi statistice care arată că echipa care șutează prima câștigă în 60% din cazuri, probabil pentru că echipa care execută a doua este supusă unei presiuni mai mari atunci când se află în urma sa la loviturile de departajare. Ca soluție, el a propus utilizarea secvenței Thue-Morse pentru a determina ordinea execuțiilor. O altă analiză, mai cuprinzătoare, realizată de InStat a analizat peste 2.000 de serii de lovituri de departajare și a constatat că prima executantă a câștigat în 51,48% din cazuri. Cu toate acestea, în literatura academică, sprijinul empiric pentru existența unui astfel de avantaj al primului jucător este ambiguu. De exemplu, un studiu amplu efectuat în 2024 nu a constatat niciun avantaj al primului executant în fotbalul european modern.
Ca parte a unui proces de reducere a unui potențial avantaj al primului executant, IFAB a aprobat în martie 2017 testarea unei secvențe diferite de executare a loviturile, cunoscută sub numele de „ABBA”, care reflectă secvența de serviciu într-un tiebreak la tenis (echipa A execută prima, echipa B execută a doua):
Secvența originală
AB AB AB AB AB (încep seturile eliminatorii) AB AB AB etc.
Secvența testată
AB BA AB BA AB (încep seturile eliminatorii) BA AB BA etc.
Testul a fost programat inițial pentru Campionatul European Sub-17 UEFA din 2017 și la Campionatul feminin Sub-17 UEFA din 2017, în mai 2017, în cazul în care ar fi nevoie de lovituri de departajare. Testul a fost extins în iunie 2017 pentru a include Campionatul European Sub-19 UEFA din 2017 și Campionatul feminin Sub-19 UEFA din 2017.
Seria de lovituril de departajare din semifinala Campionatului feminin Sub-17 dintre Germania și Norvegia a fost prima care a implementat acest nou sistem. Acesta a fost utilizat și în FA Community Shield 2017 pe 6 august 2017.
În timpul celei de-a 133-a reuniuni anuale de afaceri a IFAB, care a avut loc la Glasgow, Scoția, pe 22 noiembrie 2018, s-a convenit că, din cauza lipsei unui sprijin puternic, în special din cauza complexității sale, secvența ABBA nu va mai fi utilizată în competițiile viitoare.

## Alternative
Au fost propuse și alte metode de departajare, atât înainte, cât și după introducerea loviturilor de departajare.
Un rezultat de egalitate poate fi menținut, cu excepția cazului în care meciul determină care echipă se califică pentru o rundă ulterioară. Înainte de 1993 (cu excepția anului 1974), FA Charity Shield era împărțită în cazul în care meciul era egal. Atunci când barajul pentru locul al treilea al turneului olimpic din 1972 dintre Uniunea Sovietică și Germania de Est s-a încheiat 2-2 după prelungiri, medalia de bronz a fost împărțită de cele două echipe.
În timpul procesului de calificare pentru Cupa Mondială din 1962, Marocul și Tunisia au format o grupă cu două echipe. Ambele au câștigat cu 2-1 acasă, așa că au jucat al treilea meci într-o locație neutră. Când acesta s-a încheiat la egalitate, 1-1, după prelungiri, Marocul a avansat la aruncarea cu banul în următoarea rundă de calificare. Acest scenariu a fost repetat în timpul procesului de calificare pentru Cupa Mondială din 1970, când aceleași două echipe au fost la egalitate după trei meciuri și prelungiri. Din nou, Marocul a avansat la aruncarea cu banul. Tunisia a avut mai mult noroc la aruncarea cu banul în anii care au urmat; în timpul Cupei Africii pe Națiuni din 1965, a ajuns în finală în detrimentul Senegalului, câștigând la aruncarea cu banul după trei meciuri din grupă, Tunisia și Senegal fiind la egalitate cu o victorie (în fața Etiopiei) și o remiză (între ele).
Alternativele includ rejucarea unui meci care s-a încheiat la egalitate. În finala Cupei Campionilor Europeni 1974, scorul final al primului meci a fost egal, ceea ce a dus la rejucarea meciului două zile mai târziu. Aceasta rămâne singura dată când s-a întâmplat acest lucru în competiție. În FA Cup, rejucările au loc până în turul al cincilea (optimile de finală), inclusiv. Până în 1991, a fost permis orice număr de rejucări, cu un record de cinci. (De atunci, o remiză în [prima] rejucare a fost decisă prin lovituri de departajare). Cu toate acestea, în aprilie 2024 s-a anunțat că rejucările vor fi eliminate complet începând cu sezonul 2024-2025 al FA Cup.
Alte sugestii au inclus utilizarea unor elemente de joc, cum ar fi cele mai multe șuturi pe poartă, cele mai multe lovituri de colț acordate, cele mai puține avertismente și eliminări, sau acordarea unor prelungiri continue în care echipele să fie obligate să elimine jucători la intervale progresive (similar cu jocul din sezonul regular al National Hockey League, unde jucătorii joacă 3 la 3 în prelungiri). Aceste propuneri nu au fost încă autorizate de IFAB. Cu toate acestea, după Cupa Mondială din 2006, Sepp Blatter a declarat că nu mai dorește lovituri de departajare în finala Cupei Mondiale, sugerând provizoriu fie o rejucare, fie „Poate să scoatem jucătorii și să jucăm golul de aur”.
Propunerea „avantajului” lui Henry Birtles este ca executarea loviturilor de departajare să aibă loc înainte de prelungiri și să acționeze ca metodă de departajare doar dacă meciul rămâne la egalitate după cele 120 de minute. Susținătorii acestei idei afirmă că ar duce la prelungiri mai ofensive, deoarece una dintre echipe ar ști că trebuie să înscrie și nu ar mai exista niciodată un meci în care ambele echipe să aștepte pur și simplu loviturile de departajare. Un alt avantaj este că jucătorii care au ratat ar avea șansa de a se revanșa în prelungiri. Deosebirea evidentă este că echipa care câștigă la loviturile de departajare ar fi înclinată să joace defensiv în prelungiri, știind că o remiză i-ar aduce calificarea. Cu toate acestea, acest defect nu este atât de clar deoarece un singur gol face diferența între victorie și înfrângere, spre deosebire de o echipă care apără mai confortabil un avantaj de un singur gol deoarece un gol primit face diferența între victorie și egal.
O altă alternativă este Attacker Defender Goalkeeper (ADG), care cuprinde o serie de zece încercări, în care un atacant pornește cu mingea de la 32 de metri și are 20 de secunde pentru a înscrie un gol împotriva unui apărător și a unui portar. La finalul celor zece încercări, echipa cu cele mai multe goluri este câștigătoare.

## Experimente în America de Nord
North American Soccer League (NASL) în anii 1970 și 1980, apoi Major League Soccer (MLS) în primele sale patru sezoane (1996-1999) au experimentat o variantă a procedurii de departajare.
În loc de o lovitură de pedeapsă directă, executantul începea de la 35 de metri de poartă și avea la dispoziție cinci secunde pentru a încerca un șut. În cele cinci secunde, jucătorul putea să facă orice fel de mișcare, apoi să încerce o lovitură. Această procedură este similară cu cea utilizată în cazul unei lovituri de pedeapsă la hocheiul pe gheață. La fel ca loviturile de departajare standard, această variantă a folosit un model de cel mai bun din cinci șuturi, iar dacă scorul era încă egal, se ajungea la o rundă suplimentară de o încercare pentru fiecare echipă.
Acest format a recompensat abilitățile jucătorilor, aceștia putând să încerce să păcălească portarii și să joace mingea în încercarea de a șuta, ca într-un duel de aptitudini unu la unu, iar portarii puteau să atace atacanții fără restricțiile care sunt aplicate în mod normal în cadrul loviturilor de departajare. Soccer Bowl '81, finala campionatului NASL din 1981, a fost decisă prin acest format.